# Даворин Єнко
Даворин Єнко (словен. Davorin Jenko; 9 листопада 1835, Дворє — 25 листопада 1914, Любляна) — словенський і сербський композитор і диригент.

## Біографія
Народився 1835 року у Дворє біля Крани. З 1859 по 1862 рік був учасником хору Словенської Пісенної Співдружності у Відні, акомпанував популярним словенським хорам і створив низку пісень, у тому числі Naprej, zastava slave, яка згодом стала національним гімном Словенії. Продовжив свою роботу як диригент Сербської Церкви хорового товариства в Панчеві й Белграді. Пізніше став диригентом Сербського національного театру, створив музику понад 80 творів («Джидо», «Сеоска лола», «Потера», «Врачара», «Прибислав і Божана», «Маркова шабля», «Боже правди»), кілька увертюр («Косово», «Мілан», «Српкиня», «Александар»). У шістдесятих роках дев'ятнадцятого століття був одним із перших романтиків у словенській музиці. Єнко створив перші сербські оперети (зокрема «Vračara» або «Баба хропіння», прем'єра в 1882 році, яка має той самий сюжет, що і перша румунська оперета, але дію перенесено до волоського краю Сербії), сприяв створенню перших сербських опер. 1872 р. написав музику до нині чинного національного гімну Республіки Сербії.
Помер 1914 р. в Любляні.